# Helene Holst-Hammerfeldt
Helene Holst-Hammerfeldt er et pseudonym som benyttes af de norske forfattere Anne B. Ragde, May Grethe Lerum og Trude B. Larssen. Under dette pseudonym har de tre forfatterne udgivet en bogserie på elleve bøger ved navn Emilies tid